# 阿斯塔納航空1388號班機事故
阿斯塔納航空1388號航班是從葡萄牙里斯本飛往哈薩克阿拉木圖的交付飛行航班，在明斯克中途加油。2018年11月11日，起飛後不久即遇到了嚴重的控制問題。90分鐘後，飛機安全降落在葡萄牙貝雅空軍基地，沒有人員傷亡。

## 飛機和機組人員
事故飛機P4-KCJ是由阿斯塔納航空運營的巴西航空工業E190LR。這架飛機於2013年12月交付給該航空公司。在事件發生之前，它累計飛行了13,152小時。
這架班機由機長维亚切斯拉夫·奥舍夫（Vyacheslav Aushev，40歲）駕駛；副機長為包伊尔然·卡拉绍拉科夫（Bauyrzhan Karasholakov，32歲）；另有一名副機長谢尔盖·索科洛夫（Sergey Sokolov，26歲）。該航班並無購票旅客，但有三名工程師搭乘該航班以返回哈薩克。

## 調查與後續
根據葡萄牙飞机事故和铁路事故预防和调查办公室（GPIAAF）的調查顯示，該飛機在葡萄牙维修期间，由於两个机翼上的副翼钢索安装不当，以及对飞行控制系统的质量检验不足，导致飞机副翼控制反转，飞行过程中失去控制。調查同時也指責飛機製造商的維修說明不盡如人意，監管當局對維修人員缺乏監督，以及飛行機組在飛行前控制期間沒有注意到情況檢查。但报告中，GPIAAF亦高度评价了哈萨克机组成员的专业水平和应急处理能力。
所有人員均在事故中生還，僅有一名乘客腿部受傷。由於飛機的某些部分承受的載荷超過了設計的載荷，在事故後該架飛機被註銷，隨後報廢。